# Solaris Trollino 18
| Solaris Trollino 18               | Solaris Trollino 18                                   |
| --------------------------------- | ----------------------------------------------------- |
| Salzburger Trollino in Eberswalde |                                                       |
| Hersteller                        | Solaris / Ganz bzw. Solaris / Cegelec Solaris / Kiepe |
| Achsen                            | 3                                                     |
| Türen                             | 3 oder 4                                              |
| Motoren                           | 1 oder 2 (+ optional Hilfsmotor Diesel/Batterie)      |
| Motortyp                          | Dreiphasen-Asynchron                                  |
| Nennleistung                      | 165–320 kW                                            |
| Höchstgeschwindigkeit             | 60 bzw. 65 km/h                                       |
| Länge                             | 18,00–18,75 m                                         |
| Breite                            | 2,55 m                                                |
| Höhe                              | 3,50 m                                                |
| Radstand                          | 5,13 / 6,77 m                                         |
| Achslast                          | 7,1 / 11,5 / 10 t                                     |
| Sitzplätze                        | 35–49 (+1)                                            |
| Stehplätze                        | 175 (6 P./m²)                                         |
| Betriebsspannung                  | 600 bzw. 750 Volt                                     |
| Beschleunigung                    | max. 1,4 m/s²                                         |
| zul. Gesamtmasse                  | 28,0 t                                                |
| Nachfolgemodell                   | Solaris Trollino 18 IV                                |

Der Solaris Trollino 18 ist ein 18 Meter langer Oberleitungsbus-Typ des polnischen Unternehmens Solaris. Die niederflurigen Gelenkwagen basieren auf dem Dieselbusmodell Solaris Urbino 18. Die Typenbezeichnung Trollino ist ein Kofferwort aus Trolejbus (der polnischen Transkription für Trolleybus) und Urbino. Bei der elektrischen Variante werden zwei Unterbauarten unterschieden, sie unterscheiden sich nach dem Zulieferer der elektrischen Ausrüstung:
- Trollino 18 T: Ganz-Škoda aus Ungarn
- Trollino 18 AC: Cegelec aus Tschechien, AC steht für einen Antrieb mit Drehstrommotoren

## Beschreibung
Die Fahrzeuge werden optional mit Diesel- beziehungsweise Batterie-Hilfsmotor ausgerüstet, der einen Betrieb bei Stromausfall und im Baustellenbetrieb ermöglicht. Bis zum Jahre 2010 wurden 119 Fahrzeuge dieses Typs produziert. Inzwischen sind es über 160.
Optisch nahezu identisch ist der Solaris Trollino 18 mit dem Škoda 28 Tr, da beide die Urbino-Karosserie von Solaris als Basis verwenden.
In der Variante MetroStyle wurde eine stärker abgeschrägte Front eingebaut und eine im Design passende Dachverkleidung angebracht. Die vordere Einstiegstür hat in dieser Version nur die halbe Breite.
Die zwölf an die Barnimer Busgesellschaft aus Eberswalde gelieferten Oberleitungsbusse sind mit Batterien ausgestattet, mit denen sie bis zu fünf Kilometer ohne Fahrdraht zurücklegen können; der Stromabnehmer kann automatisch abgezogen und angelegt werden; eine Rückspeisung von Bremsenergie in das Stromnetz ist möglich.
Die bei den Stadtwerken Solingen seit 2018 eingesetzten O-Busse haben einen Akku, der eine Fahrstrecke von bis zu 20 Kilometern ohne Fahrdraht erlaubt. Bei voll geladenen Akkus wird die Überkapazität in das Stromnetz eingespeist.
Die fertigen Obusse kosten circa 800.000 Euro, die ursprüngliche Dieselversion etwa 240.000 Euro.

## Tabelle
| Land        | Stadt               | Betrieb                             | Unterbauart      | Anzahl                        | Baujahre  | Betriebsnummern         | Leistung                                         |
| ----------- | ------------------- | ----------------------------------- | ---------------- | ----------------------------- | --------- | ----------------------- | ------------------------------------------------ |
| Lettland    | Riga                | Oberleitungsbus Riga                | T                | 52                            | ab 2001   | 1-600–1-626 2-650–2-674 | 165 kW                                           |
| Italien     | Rom                 | Oberleitungsbus Rom                 | T                | 30                            | 2003      | 8501–8530               | 235 kW                                           |
| Italien     | Ancona              | CONEROBUS                           | T                | 3                             | 2013      | 010–012                 | ?                                                |
| Italien     | Bologna             | Oberleitungsbus Bologna             | AC               | 11                            | 2010–     | 1056–1066               | ?                                                |
| Estland     | Tallinn             | Oberleitungsbus Tallinn             | T AC             | 5 14                          | 2003 2008 | 432–436 437–450         | 165 kW                                           |
| Schweiz     | La Chaux-de-Fonds   | Trolleybus La Chaux-de-Fonds        | AC               | 4 (2013 an Salzburg verkauft) | 2005      | 141–144                 | ?                                                |
| Schweiz     | Winterthur          | Trolleybus Winterthur               | AC               | 10                            | 2005      | 171–180                 | 250 kW                                           |
| Tschechien  | Ostrava             | Dopravni Podnik Ostrava             | AC               | 1                             | 2006      | 3801                    | 250 kW                                           |
| Österreich  | Salzburg            | Oberleitungsbus Salzburg            | AC               | 4                             | 2005      | 316–319                 | 250 kW                                           |
| Österreich  | Salzburg            | Oberleitungsbus Salzburg            | AC               | 15                            | 2009–2010 | 301–315                 | 250 kW                                           |
| Österreich  | Salzburg            | Oberleitungsbus Salzburg            | AC MetroStyle    | 50                            | 2012–2017 | 321–370                 | 256 kW                                           |
| Deutschland | Eberswalde          | Oberleitungsbus Eberswalde          | AC               | 12                            | 2010      | 051–063                 | 250 kW                                           |
| Deutschland | Esslingen am Neckar | Oberleitungsbus Esslingen am Neckar | 18,75 MetroStyle | 4                             | 2015–2016 | 501–504                 | 2 × 160 kW                                       |
| Deutschland | Solingen            | Oberleitungsbus Solingen            | 18,75 AC         | 4 (+ optional 16 Weitere)     | 2017–2018 | 861–864                 | 2 × 160 kW                                       |
| Norwegen    | Bergen              | Oberleitungsbus Bergen              |                  | 10                            | 2020      | 3001–3010               | mit Batterie-Paket (55 kWh) mit 11 km Reichweite |

## Galerie

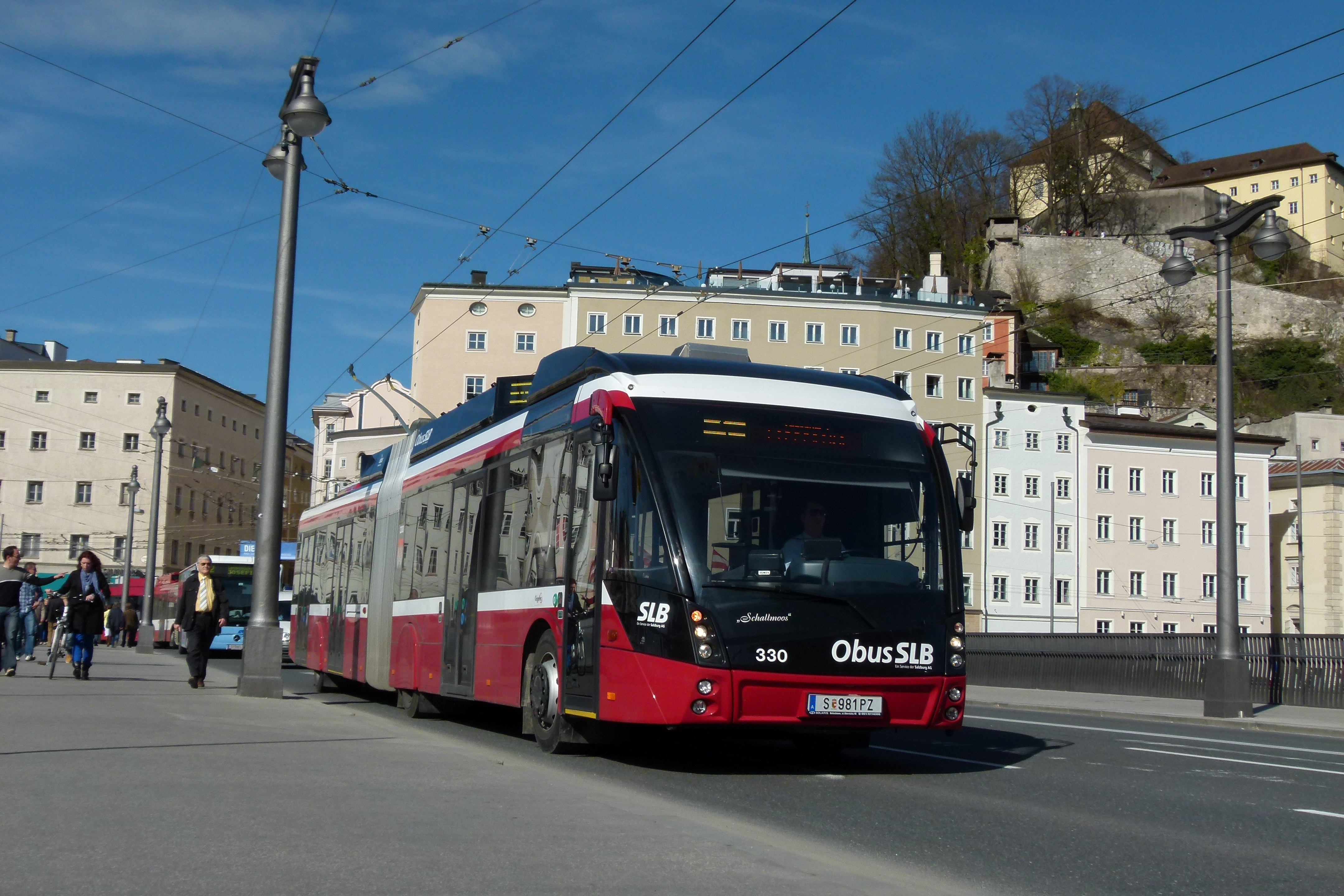
Salzburg: Trollino 18 MetroStyle
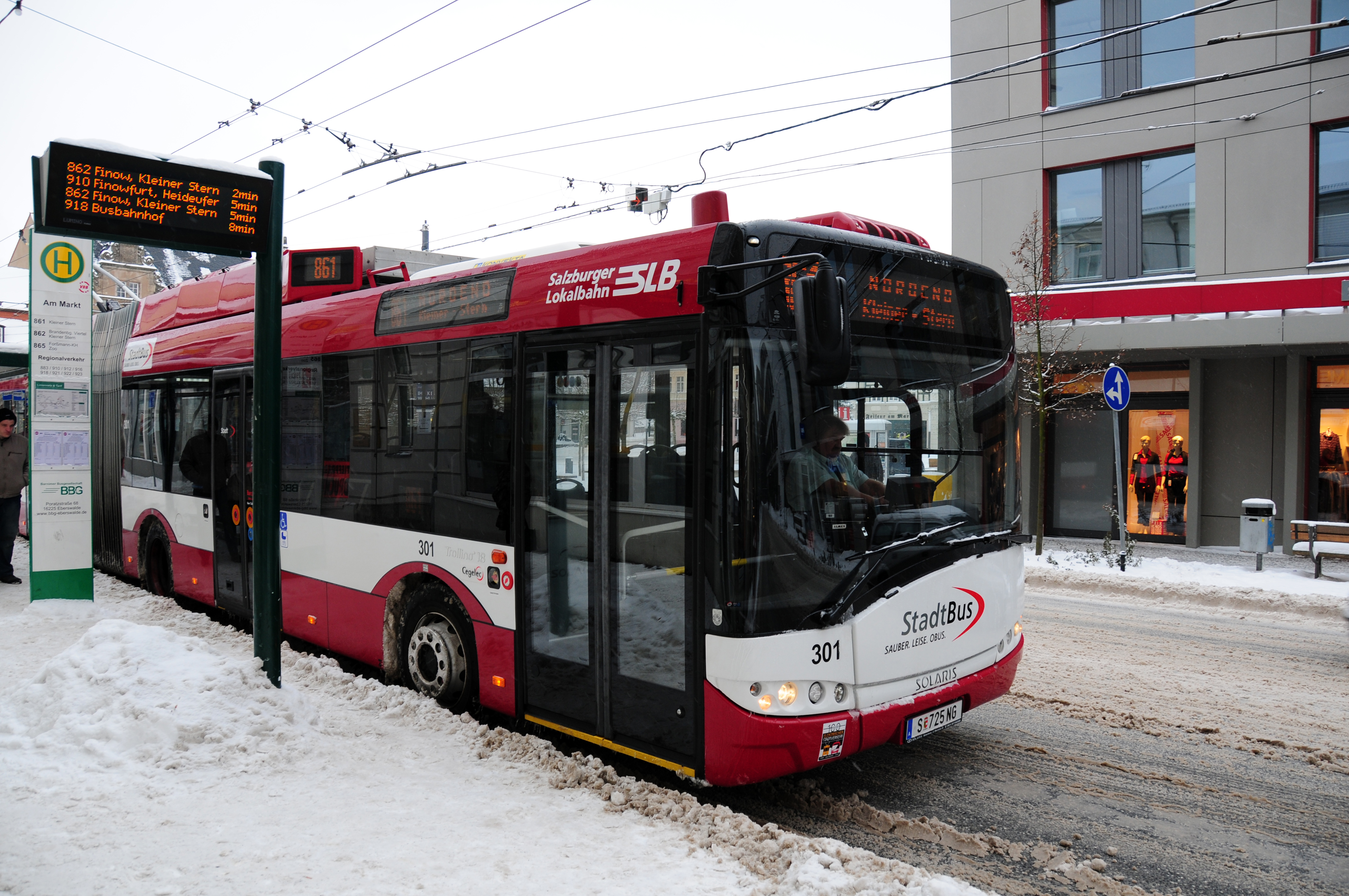
Eberswalde: Ein Salzburger Wagen beim Testbetrieb
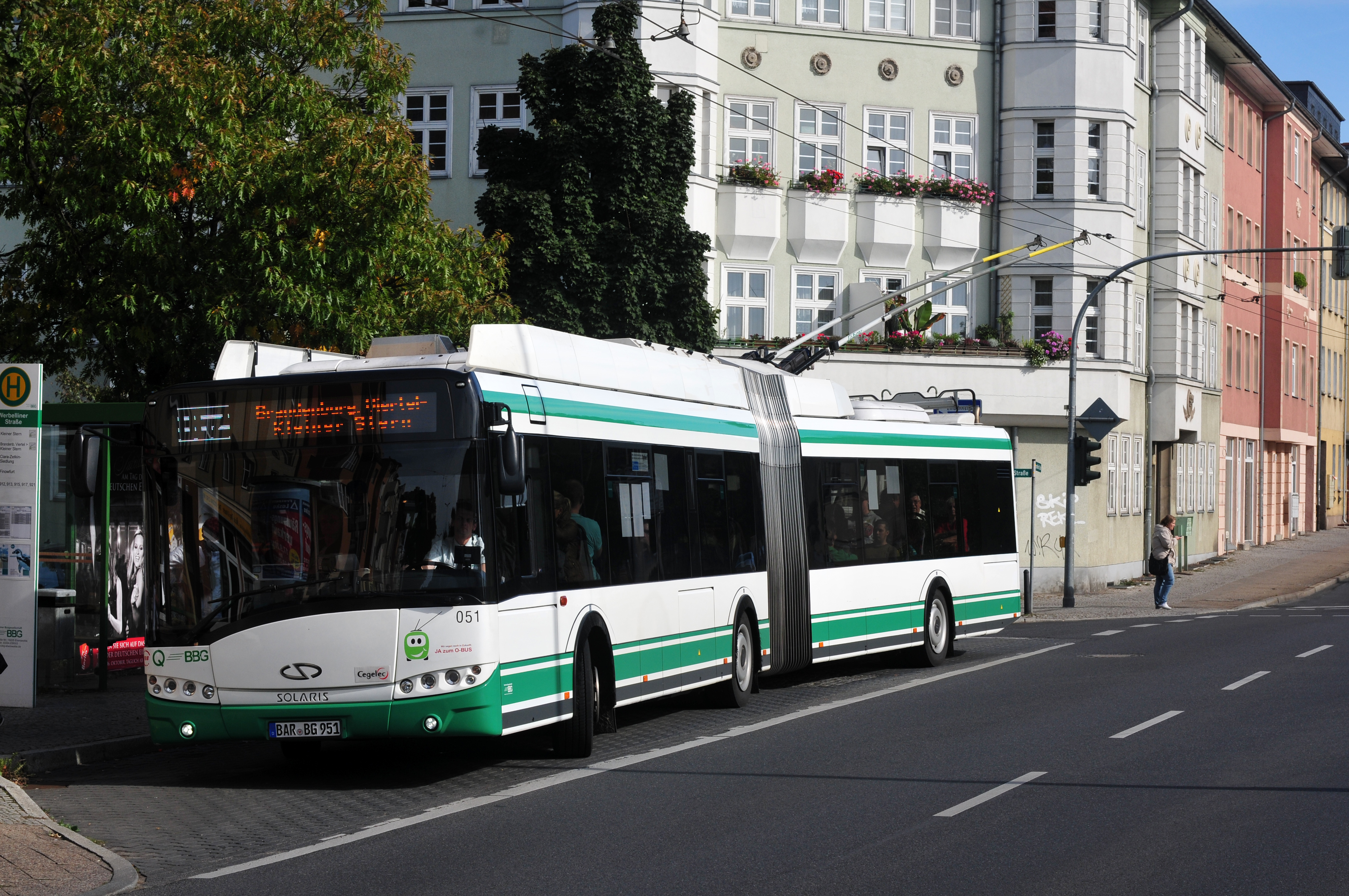
Eberswalde: Solaris Trollino 18 ohne umlaufende Dachblende
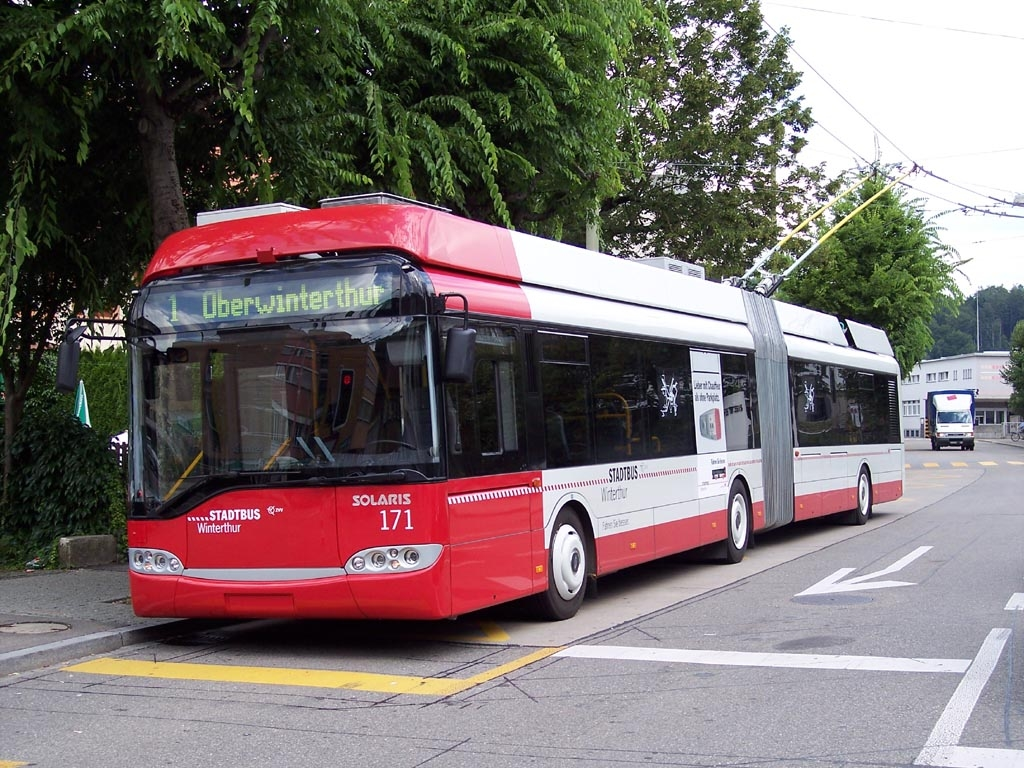
Winterthur: Ausführung mit durchgehendem Dachcontainer
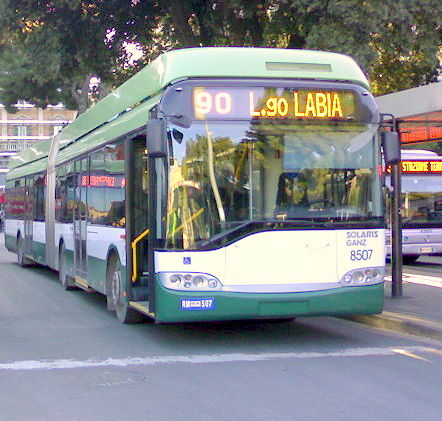
Rom: Fahrzeug im Batteriebetrieb
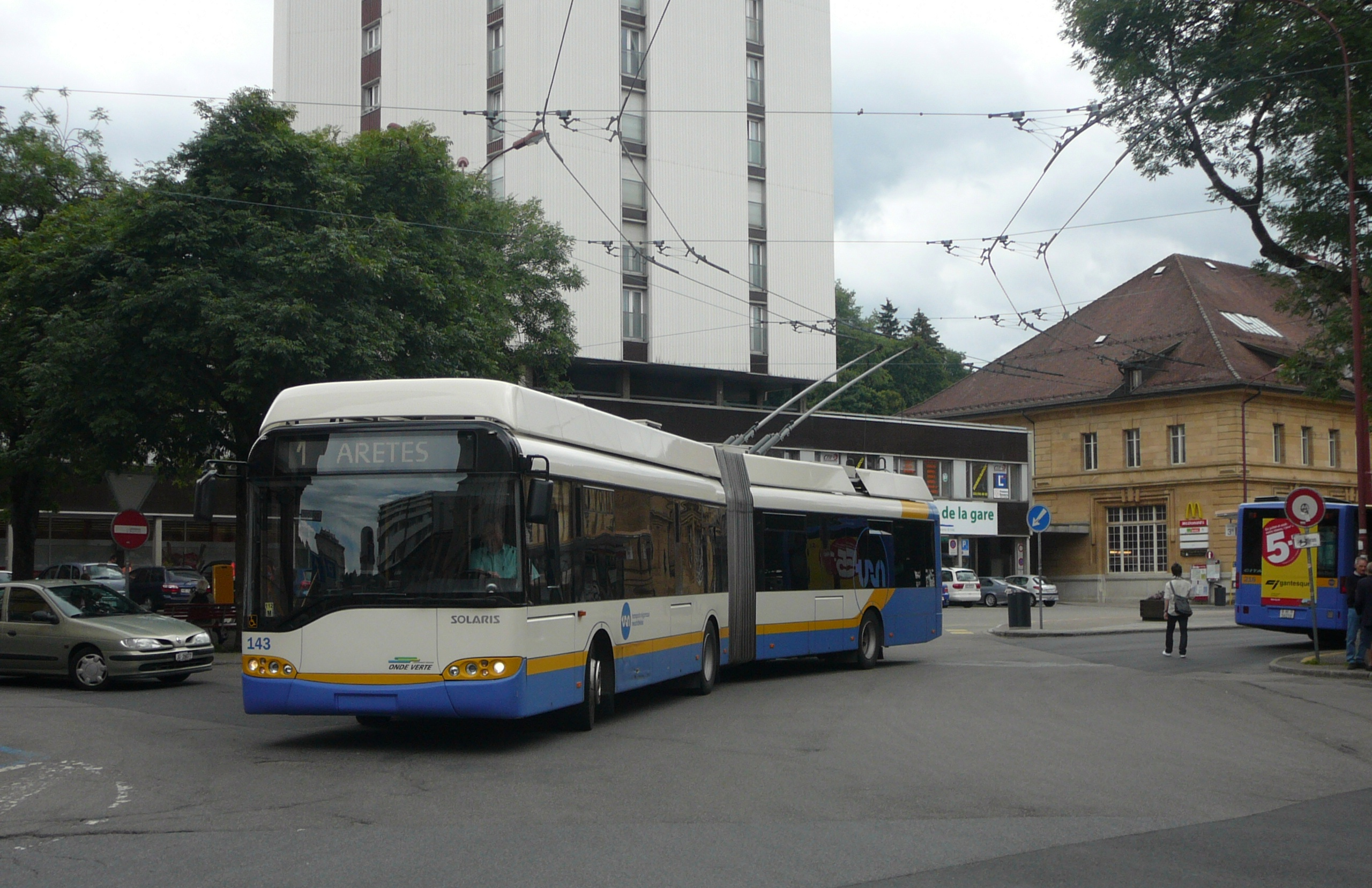
La Chaux-de-Fonds: Die Wagen wurden 2013 an Salzburg verkauft
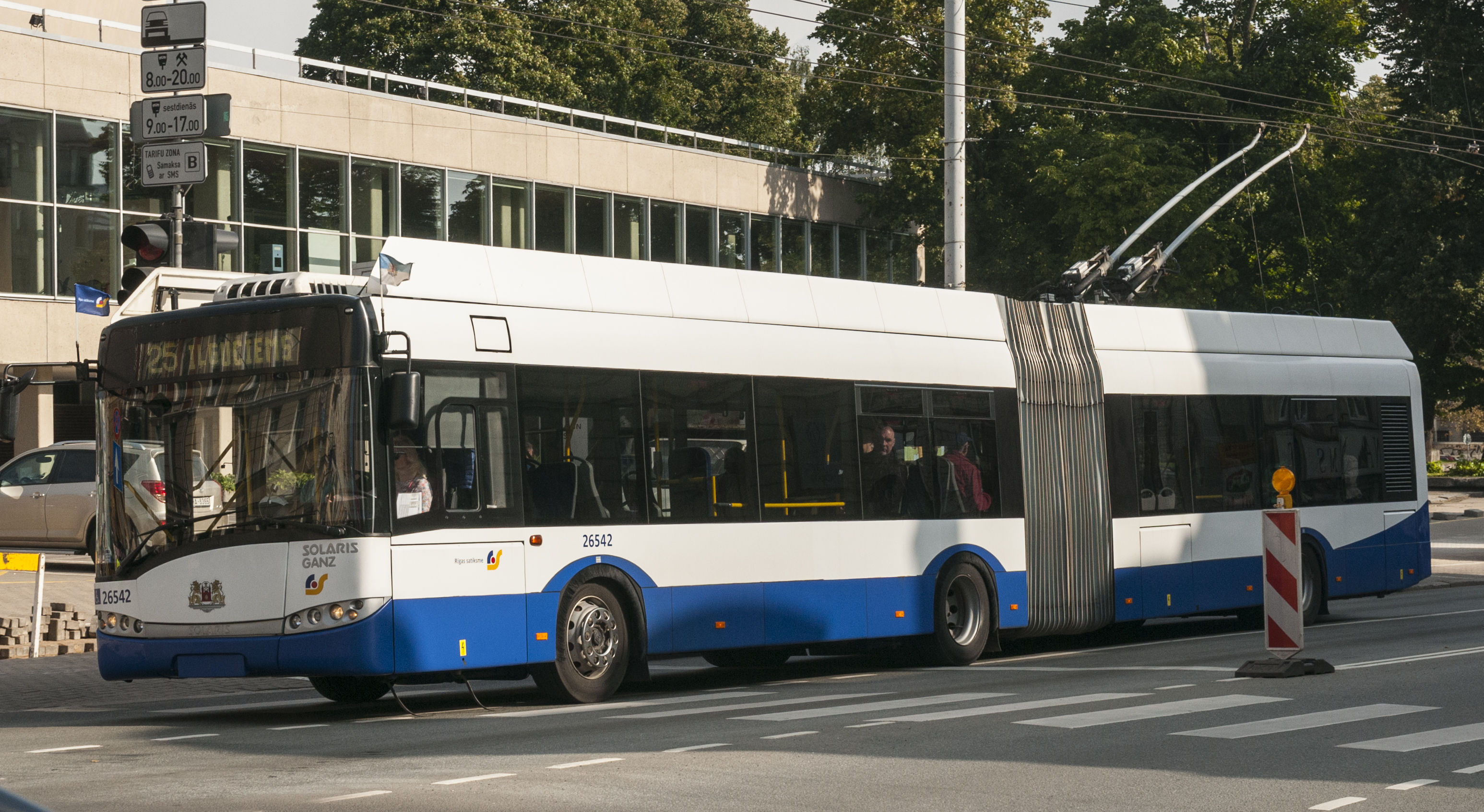
Riga: ältere Frontgestaltung
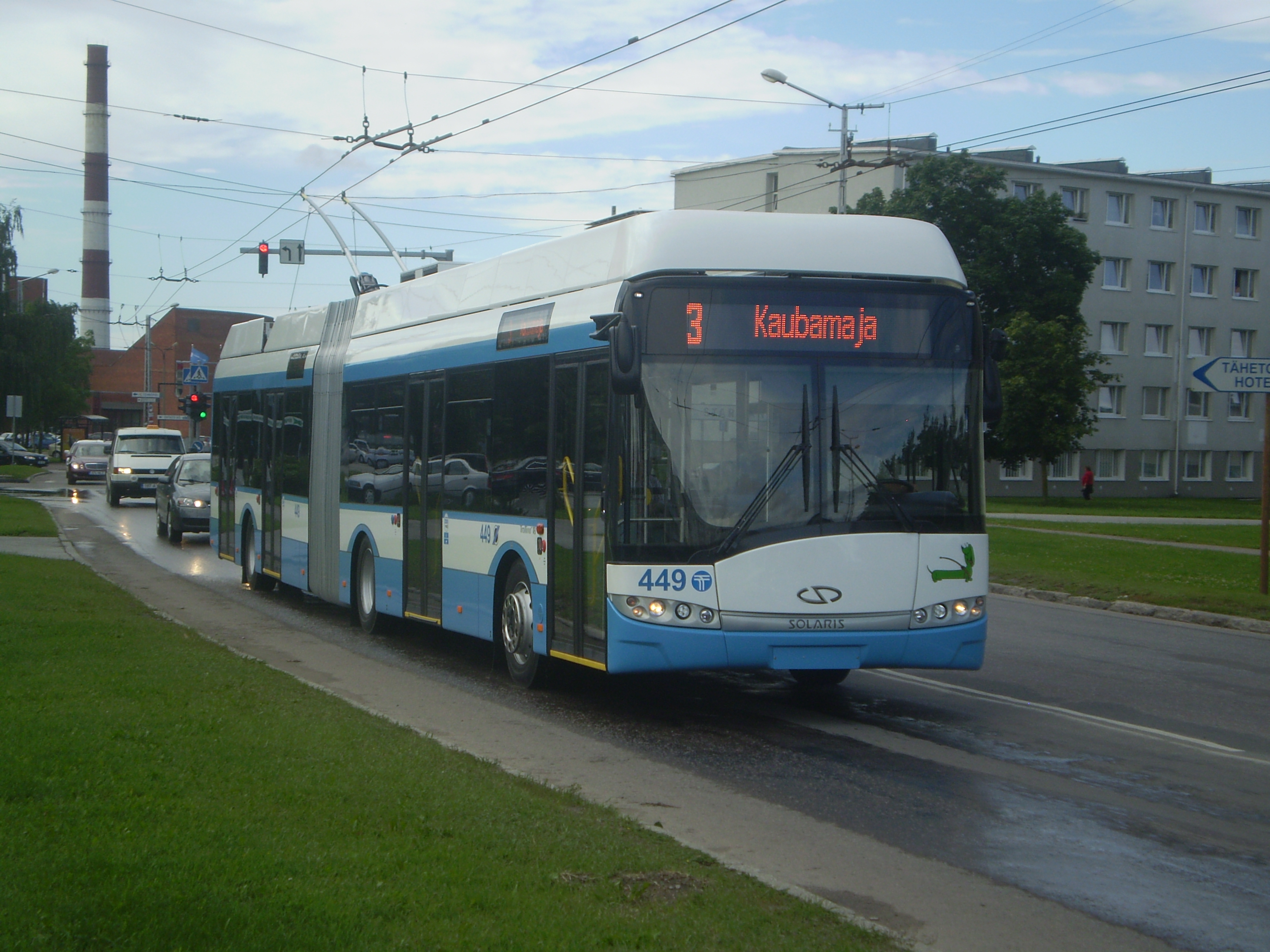
Tallinn: neuere Frontgestaltung mit geteilter Frontscheibe
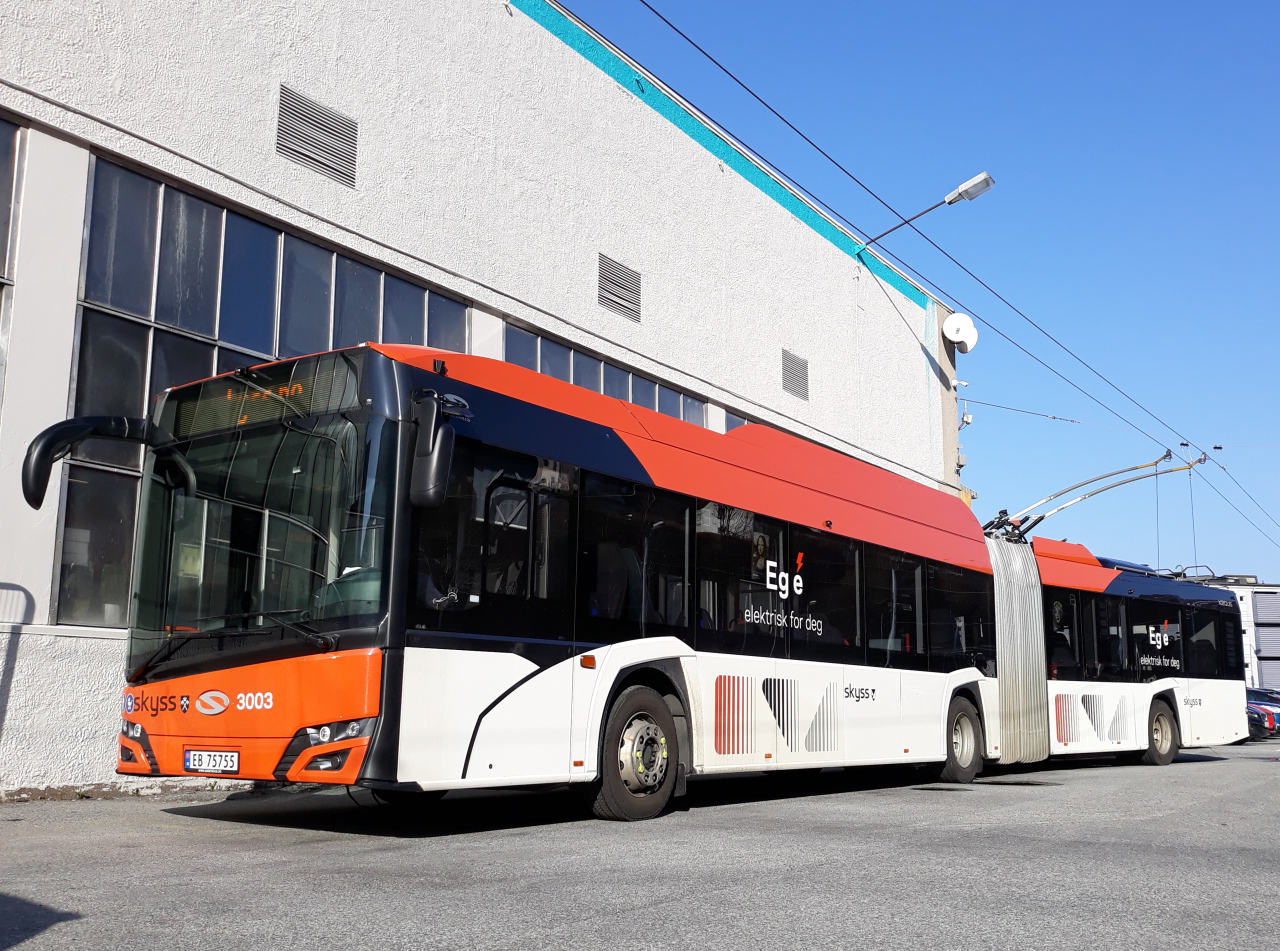
Bergen: mit Zusatzbatterie
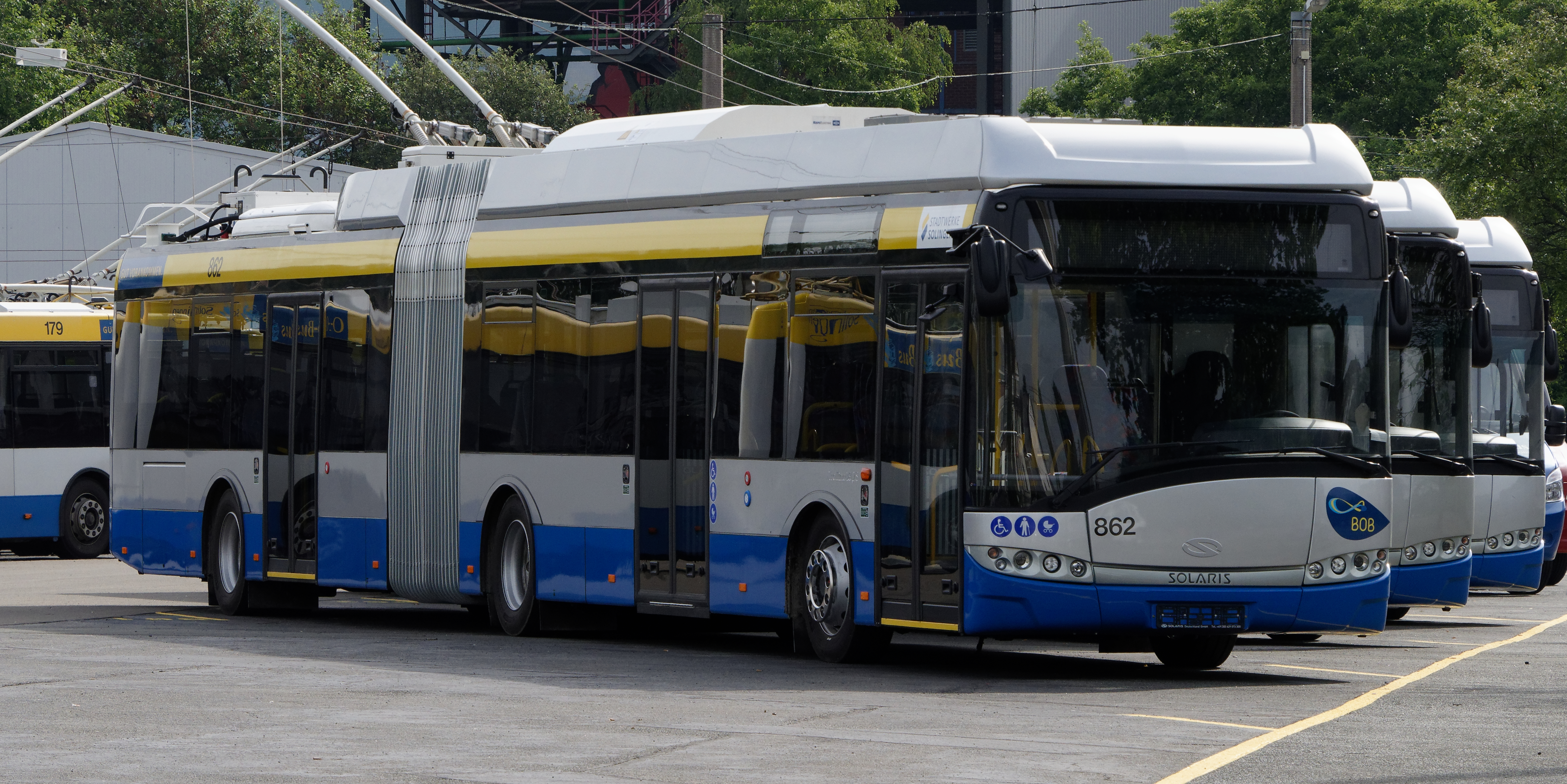
Solingen: Mit Aufschrift „BOB“